# Heinz Fiukowski
Heinz Fiukowski (* 16. Juli 1929 in Schivelbein, Pommern; † 20. Januar 2020 in Leipzig) war ein deutscher Sprechwissenschaftler und Sprecherzieher.
Nach dem Abitur in Halle (Saale) studierte Fiukowski bis 1952 an der Martin-Luther-Universität Halle-Wittenberg Germanistik und Sprechkunde, u. a. bei Richard Wittsack. Ab 1953 lehrte er als Lektoratsleiter für Sprechkunde an der Karl-Marx-Universität Leipzig. In der Folgezeit baute er den Wissenschaftsbereich Sprechwissenschaft an der Universität Leipzig auf, der um die Bereiche Rhetorik und Dichtungsprechen (zuvor Teile der Germanistik) erweitert wurde, und den er bis 1994 leitete. Fiukowski promovierte 1968 an der Leipziger Philologischen Fakultät. Bei seinem Ausscheiden aus dem Dienst 1994 ehrte ihn die Universität mit der Ernennung zum außerordentlichen Professor.
Neben seiner universitären Tätigkeit trat Fiukowski als Lyrik-Rezitator auf. Er arbeitete mit Sprechergruppen des Louis-Fürnberg-Ensembles und des Tanzstudios der Deutschen Post (heute Leipziger Tanztheater), mit Kabarettisten der Academixer und der Leipziger Pfeffermühle sowie mit Schauspielern des Staatstheaters Dresden. Des Weiteren bildete er Rhetorik-Dozenten für die Urania-Gesellschaft aus. Zwischen 1958 und 1967 veröffentlichte er Rezensionen und Artikel zu Kulturthemen in der Leipziger Volkszeitung.
Fiukowskis Sprecherzieherisches Elementarbuch ist ein Standardwerk seines Fachgebiets. Es erschien von 1967 bis 2010 in acht Auflagen und war zum Zeitpunkt seines Todes das meistverkaufte Buch eines Sprechwissenschaftlers im deutschsprachigen Raum. Bis 1993 verzeichnet die Bibliographie der deutschsprachigen Sprechwissenschaft und Sprecherziehung insgesamt 35 wissenschaftliche Veröffentlichungen von Fiukowski.

## Veröffentlichungen (Auswahl)
- Sprecherzieherisches Elementarbuch. 8. Auflage, de Gruyter, Berlin/New York 2010 [1967].
- (Hrsg. mit Eberhard Stock) Ziele und Methoden der Sprecherziehung. Niemeyer, Halle (Saale) 1976.
- Einführung in die Sprechwissenschaft. 3. Auflage, Bibliographisches Institut, Leipzig 1982 [1976].
- (mit Gabriel Ptok) Sprechstile ausgewählter Berufsgruppen. In: Hartwig Kalverkämper, Klaus-Dieter Baumann (Hg.): Fachliche Textsorten. Komponenten – Relationen – Strategien. Gunter Narr, Tübingen 1996, S. 663–682.